# شعب ظبي (إب)

تعديل مصدري - تعديل

شعب ظبي محلة تابعة لقرية دار الغيل، التابعة لعزلة ميتم بمديرية إب إحدى مديريات محافظة إب في الجمهورية اليمنية.، بلغ تعداد سكانها 50 حسب تعداد اليمن لعام 2004.